# Мариоля Абкович
Мариоля Абкович (на полски: Mariola Abkowicz) е полска библиографка, караимоведка и общественичка от етнорелигиозната общност караити в Полша.

## Биография
Родена е на 9 декември 1964 г. във Вроцлав (Полша), в семейство на караити. Родителите се преселват от Трок (дн. Тракай, Литва). Нейният баща Богуслав (Боас) Абкович (1921 – 2004) е банков служител, а майка ѝ София (Сосунит) Юхневич (1931 – 2019) е учителка. Има по-малка сестра на име Анна, родена през 1968 г. Нейният дядо по бащина линия – Рафал Абкович, е бил старши хазан в Троки, Луцк, Вилнюс и Вроцлав. Прадядо ѝ Исак-Богуслав Фиркович (1865 – 1915) е хазан на Трокската кенаса и временно служи като Трокски хахам през 1910 – 1915 г.
През 1988 г. завършва Института по научна информация и библиотекознание към Вроцлавския университет с магистърска степен. От 1990 до 2019 г. работи като ръководител на библиотеката на Факултета по медицина и дентална медицина на Силезийския медицински университет във Вроцлав. От 2008 г. е преподавател в катедрата по азиатски изследвания (с отдели по хебраистика, арамеистика и караимоведение) на Университет „Адам Мицкевич“ в Познан, Полша.
През 1998 г. става председател на Съюза на полските караити, а през 1999 г. става главен редактор на тримесечното караитско списание Awazymyz. Участва в популяризирането на историята, културата и езика на полските караити, включително като редактор на няколко книги по тези въпроси, издадени от издателство Bitik на Съюза на полските караити. От 2009 г. е председател на Споразумението за сътрудничество на неправителствени организации, организации и лица от национални и етнически малцинства „Вроцлавски калейдоскоп на културите“. Членува на Съвместната комисия на Съвета на националните и етническите малцинства.
На 9 септември 2017 г. тя става член на Комитета на националните празници, посветен на 100-годишнината от възстановяването на независимостта на Република Полша.